# Toni Gänge
Toni Gänge (* 27. Januar 1988 in Kyritz, DDR) ist ein deutscher ehemaliger Fußballspieler. Der Abwehrspieler stand zuletzt beim 1. FC Kaan-Marienborn unter Vertrag.

## Laufbahn
In der Jugend spielte Gänge bei Blau Weiß Wusterhausen dann bei SV Schwarz-Rot Neustadt (Dosse), bevor er 2004 zu Energie Cottbus wechselte. Hier kam er in der A-Junioren-Bundesliga zum Einsatz, schloss sich aber zum Eintritt in den Seniorenbereich 2007 der zweiten Mannschaft von Werder Bremen an. Mit diesem Team schaffte er die Qualifikation für die 3. Liga, in deren Premierensaison er am 1. Spieltag, bei der 0:3-Auswärtsniederlage bei der SpVgg Unterhaching, sein Profidebüt bestritt und durchspielte. Insgesamt kam er in der Spielzeit jedoch nur zweimal zum Einsatz. Daraufhin wechselte er im Sommer 2009 zu der Reserve von Hertha BSC. Bei den Berlinern etablierte er sich in der Regionalliga Nord sofort als Stammspieler, verließ aber den Verein dennoch nach einem Jahr wieder und wechselte innerhalb der Spielklasse zum SV Wilhelmshaven.
Zu Beginn des Jahres 2012 wechselte Gänge erneut, diesmal zum nordrhein-westfälischen 1. FC Kaan-Marienborn in die Westfalenliga. Mit diesem gewann er 2013 und 2014 den Kreispokal. Er wurde Mannschaftskapitän und stieg mit dem Verein 2016 in die Oberliga Westfalen auf. 2018 gelang der Aufstieg in die Regionalliga West, aus der man 2018/19 wieder abstieg. Nach einer anhaltenden Knieverletzung musste der Innenverteidiger im Sommer 2020 seine Laufbahn beenden.